# 654 a.C.
Il 654 a.C. (DCLIV a.C. in numeri romani) è un anno  del VII secolo a.C.

## Eventi

### Spagna
- Secondo la testimonianza di Diodoro Siculo, viene fondata Ibiza, la prima colonia di Cartagine.[1]